# Reino Unido en los Juegos Paralímpicos de Roma 1960
El Reino Unido estuvo representado en los Juegos Paralímpicos de Roma 1960 por un total de 51 deportistas, 38 hombres y 13 mujeres.

## Medallistas
El equipo paralímpico británico obtuvo las siguientes medallas:
| Nombre | Deporte                       | Evento                                    |
| --- | ----------------------------- | ----------------------------------------- |
| Oro |                               |                                           |
| Dick Thompson                                                                                                  | Atletismo                     | Jabalina A masculino                      |
| Dick Thompson                                                                                                  | Atletismo                     | Jabalina B masculino                      |
| Dick Thompson                                                                                                  | Atletismo                     | Jabalina de precisión A masculino         |
| Dick Thompson                                                                                                  | Atletismo                     | Maza A masculino                          |
| Anderson | Natación                      | 25 m braza incompleta clase 1 femenino    |
| Anderson | Natación                      | 25 m crol incompleto clase 1 femenino     |
| Anderson | Natación                      | 25 m espalda completa clase 1 femenino    |
| P. Foulds | Natación                      | 50 m crol completa clase 4 femenino       |
| P. Foulds | Natación                      | 50 m espalda completa clase 4 femenino    |
| Susan Masham                                                                                                   | Natación                      | 25 m braza completa clase 2 femenino      |
| Masson | Natación                      | 25 m espalda incompleta clase 2 femenino  |
| Maughan | Natación                      | 50 m espalda completa clase 5 femenino    |
| L. Halford | Natación                      | 25 m braza incompleta clase 1-2 masculino |
| L. Halford | Natación                      | 25 m crol incompleto clase 1 masculino    |
| L. Halford | Natación                      | 25 m espalda incompleta clase 1 masculino |
| Crowder | Natación                      | 25 m espalda completa clase 2 masculino   |
| Keaton | Snooker                       | Paraplejia clase abierta masculino        |
| Anderson | Tenis de mesa                 | Individual A femenino                     |
| Tommy Taylor                                                                                                   | Tenis de mesa                 | Individual A masculino                    |
| Tommy Taylor M. Beck                                                                                           | Tenis de mesa                 | Dobles A masculino                        |
| Margaret Maughan                                                                                               | Tiro con arco                 | Ronda Columbia clase abierta femenino     |
| Plata |                               |                                           |
| Ronnie Foster Ron Lawson John MacBride Paddy Moran David Platten George Swindlehurst Bill Shiels Dick Thompson | Baloncesto en silla de ruedas | Torneo clase A masculino                  |
| Edwards | Natación                      | 50 m braza incompleta clase 4 femenino    |
| Susan Masham                                                                                                   | Natación                      | 25 m espalda completa clase 2 femenino    |
| L. Halford | Natación                      | 25 m espalda incompleta clase 2 masculino |
| S. Miles | Natación                      | 25 m crol completo clase 1 masculino      |
| S. Miles | Natación                      | 25 m espalda completo clase 1 masculino   |
| G. Williams | Natación                      | 50 m crol incompleto clase 3 masculino    |
| P. Stanton | Natación                      | 50 m espalda completa clase 4 masculino   |
| Michael Shelton                                                                                                | Snooker                       | Paraplejia clase abierta masculino        |
| Edwards Gubbin                                                                                                 | Tenis de mesa                 | Dobles C femenino                         |
| Comley | Tiro con arco                 | Ronda FITA clase abierta femenino         |
| R. Irvine | Tiro con arco                 | Ronda Windsor clase abierta femenino      |
| Bradley | Tiro con arco                 | Ronda FITA clase abierta masculino        |
| Bradley | Tiro con arco                 | Ronda Windsor clase abierta masculino     |
| Bronce |                               |                                           |
| Russ Scott | Atletismo                     | Maza C masculino                          |
| Hepple | Atletismo                     | Jabalina C masculino                      |
| Dick Thompson                                                                                                  | Atletismo                     | Peso A masculino                          |
| Brian Bennett Jim Chadwick Cyril Thomas Jimmy Gibson Thomas Guthrie Russ Scott Tommy Wann Dick Thompson        | Baloncesto en silla de ruedas | Torneo clase B masculino                  |
| J. Laughton | Natación                      | 50 m braza completa clase 3 femenino      |
| J. Laughton | Natación                      | 50 m espalda completa clase 3 femenino    |
| Waller | Natación                      | 50 m espalda incompleta clase 3 femenino  |
| Brindle | Natación                      | 50 m espalda incompleta clase 4 masculino |
| S. Miles | Natación                      | 25 m braza completa clase 1 masculino     |
| Gubbin | Tenis de mesa                 | Individual C femenino                     |
| Susan Masham Froggart                                                                                          | Tenis de mesa                 | Dobles B femenino                         |
| M. Beck | Tenis de mesa                 | Individual A masculino                    |
| Ronnie Foster Phillips                                                                                         | Tenis de mesa                 | Dobles B masculino                        |
| George Swindlehurst Phillips                                                                                   | Tenis de mesa                 | Dobles C masculino                        |
| Gubbin | Tiro con arco                 | Ronda Columbia clase abierta femenino     |
| Comley | Tiro con arco                 | Ronda Windsor clase abierta femenino      |
| R. Irvine | Tiro con arco                 | Ronda FITA clase abierta femenino         |
| Hepple | Tiro con arco                 | Ronda Columbia clase abierta masculino    |
| Potter | Tiro con arco                 | Ronda FITA clase abierta masculino        |